# HD227048
HD227048 — хімічно пекулярна зоря спектрального класу A6, що має видиму зоряну величину в смузі V приблизно  8,6.
Вона  розташована на відстані близько 563,3 світлових років від Сонця.